# Julie Delance-Feurgard
Julie Delance-Feurgard, née le 8 novembre 1859 à Neuilly-sur-Seine et morte le 11 janvier 1892 à Paris, est une artiste peintre française.

## Biographie
Julie Feurgard est la fille de Jules Feurgard et d'Adeline Guillet, originaires de Saint-Malo.
Elle est l’élève de Jean-Léon Gérôme, Léon Bonnat et Paul-Louis Delance. Elle épouse Paul Delance le 23 octobre 1886. Ils ont une fille Alice Delance (27 novembre 1888–23 janvier 1973) qui a pratiqué l'aquarelle.
Après avoir habité Neuilly-sur-Seine, la famille s'installe à Sannois. Julie Feurgard a vécu ensuite après son mariage dans le 17e arrondissement de Paris. La maison familiale de Sannois sera pour elle une source importante d’inspiration. Il en sera de même pour Paul Delance qui peindra aussi beaucoup dans l’Oise.
Son père est employé au ministère des Finances, ce qui ne la prédispose pas à devenir artiste peintre, profession qu’elle assumait pleinement. Elle commence à exposer au Salon des artistes français dès 1880.
Les femmes n'ayant pas encore accès à l’École des Beaux-Arts, elle s’inscrit à l’Académie Julian (alors au passage des Panoramas) qui elle leur était ouverte. Elle y côtoie Marie Bashkirtseff et Louise Catherine Breslau, laquelle peindra son portait dans le jardin de la maison de Sannois (Sous les pommiers). Ce tableau, exposé au Salon de 1886, est conservé au musée cantonal des Beaux-Arts de Lausanne. Julie Feurgard a également fait un portrait de son amie Breslau au travail.
Sa camarade de l'Académie Julian, Madeleine Zillhardt, dira dans son livre Louise Catherine Breslau et ses amis : « Elle aimait et admirait son amie Julie, artiste très douée, morte trop jeune, hélas ! pour avoir donné sa mesure et qui savait, comme tant de Françaises allier la grâce et le talent aux soins pratiques du ménage ; et les moments passés près de ses bons amis étaient de ceux dont elle avait gardé le meilleur souvenir ».
Elle signe ses toiles « J Feurgard », ou « Julie Feurgard », puis « J Delance-Feurgard » après son mariage.
Sa maternité l'a influencée pour des œuvres comme La Crèche, dite aussi Les Berceaux (Salon de 1888, musée des Beaux-Arts de Brest) ou La Pouponnière (Salon de 1889, localisation inconnue).
Parmi ses tableaux les plus célèbres, on peut citer Au jardin, une de ses dernières œuvres, présentée en mai 1891 au Salon de la Société nationale des beaux-arts qui avait repris en 1890 ses expositions annuelles au Champ-de-Mars. En effet, Julie Feurgard et Paul Delance, comme de nombreux artistes, cessent de présenter leurs œuvres au Salon des artistes français, lassés de son autoritarisme académique. Julie Feurgard meurt le 11 janvier 1892 en son domicile, au 13 Rue Belidor dans le 17e arrondissement de Paris en laissant une œuvre naissante.
En décembre 1993, 40 tableaux à l'huile et aquarelles de Julie Feurgard ont été dispersées lors d'une vente aux enchères à l'hôtel Drouot en même temps que 71 œuvres de Paul Delance et 7 œuvres d'Alice Feurgard.

## Expositions
- Salon des artistes français[5] :
  - 1880 : Portrait de Mlle J. F. ;
  - 1881 : Portrait de Mlle A. U. ;
  - 1882 : À la fenêtre ;
  - 1882 : Dans les champs ;
  - 1883 : Feu d’automne ;
  - 1884 : Un mariage à la campagne ;
  - 1884 : Une cendrillon ;
  - 1887 : Un coin d’omnibus ;
  - 1888 : La Crèche[6], dit aussi Les Berceaux ;
  - 1889 : La Pouponnière.
- Exposition universelle de 1889 : La Crèche[7].
- Salon de l'Union artistique de Toulouse, 1890 : Un coin d’omnibus[8].
- Salon de la Société nationale des beaux-arts :
  - 1991 : Au jardin[9] ;
  - 1926 : rétrospective Paul Delance, Julie Delance-Feurgard[10].
- 2017-2018 : l'exposition itinérante Women Artists in Paris, 1850-1900 a présenté Mariage à la Campagne (1884) successivement au Denver Art Museum à Denver du 22 octobre 2017 au 14 janvier 2018, puis au Speed Art Museum à Louisville du 17 février au 13 mai 2018 et enfin au Clark Art Institute à Williamstown du 9 juin au 3 septembre 2018. Cette exposition a permis de retrouver les plus célèbres peintres féminins de la deuxième partie du XIXe siècle comme Berthe Morisot, Mary Cassatt ou Marie Bracquemond, mais aussi Anna Ancher, Paula Modersohn-Becker, Hanna Pauli, Lilla Cabot Perry, entre autres.

## Œuvres dans les collections publiques
- Brest, musée des Beaux-Arts :
  - Un mariage à la campagne, Salon de 1884, huile sur toile, 97 × 130 cm[11].
  - La Crèche, dit aussi Les Berceaux, Salon de 1888, huile sur toile, 113 × 195 cm[11].
- Liège, musée des Beaux-Arts :
  - Novembre, huile sur toile, 92 × 73 cm[12].

Œuvres de Julie Delance-Feurgard
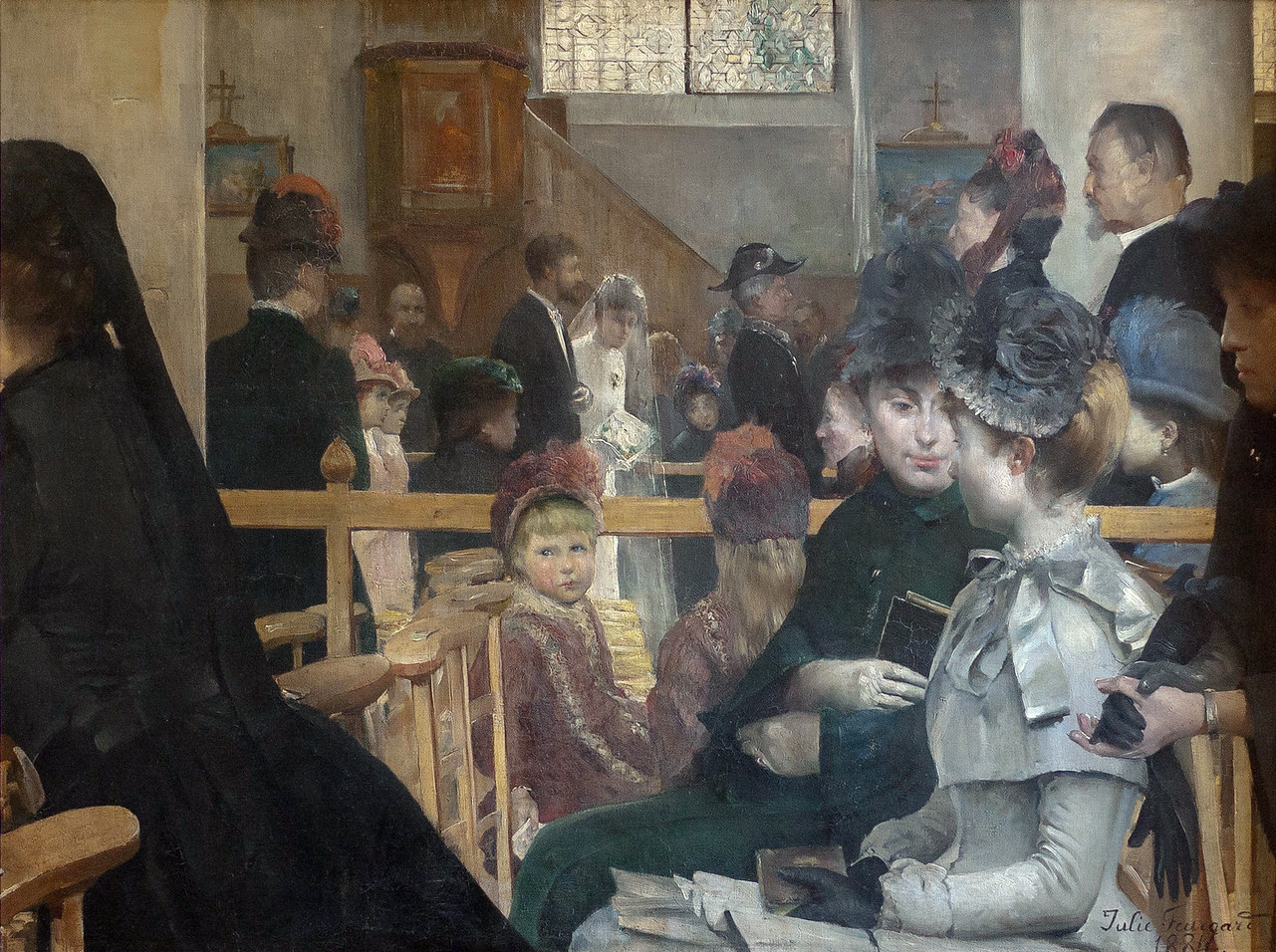
Mariage à la campagne (1884), musée des Beaux-Arts de Brest.
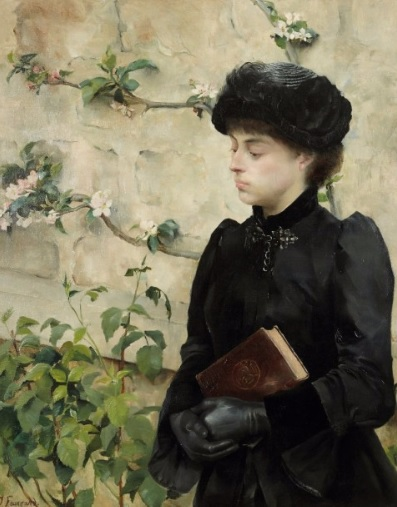
Retour de la messe (1885), collection particulière.
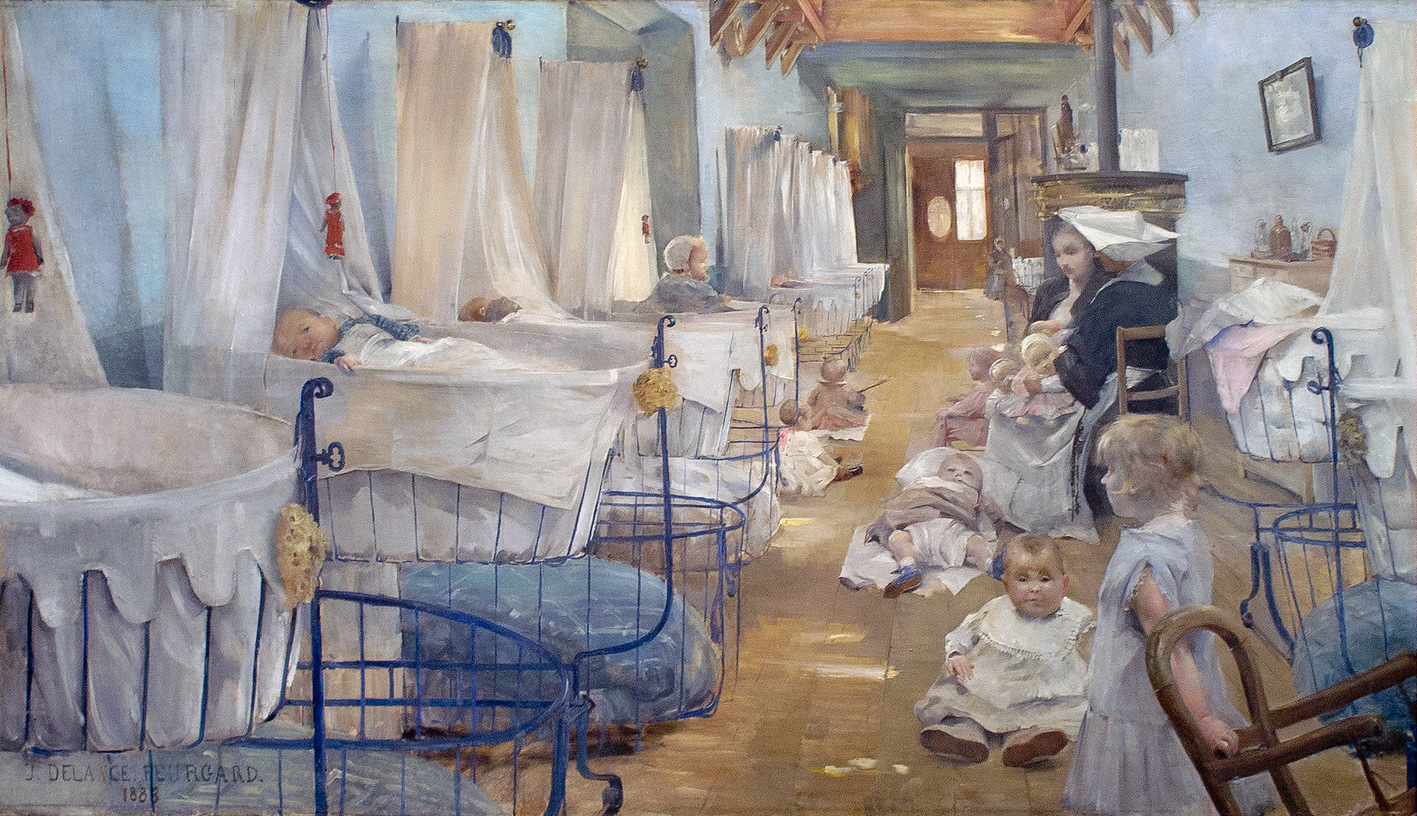
La Crèche, dit aussi Les Berceaux (1888), musée des Beaux-Arts de Brest.
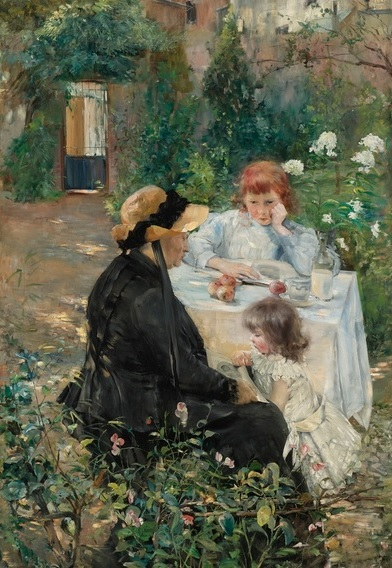
Au jardin (1891), localisation inconnue.
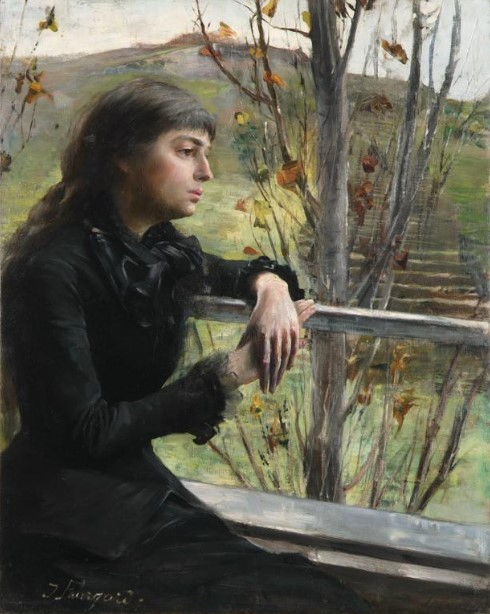
Novembre, musée des Beaux-Arts de Liège.